# Crateva adansonii
Crateva adansonii är en kaprisväxtart. Crateva adansonii ingår i släktet Crateva, och familjen kaprisväxter.

## Underarter
Arten delas in i följande underarter:
- C. a. axillaris
- C. a. adansonii
- C. a. odora

## Bildgalleri

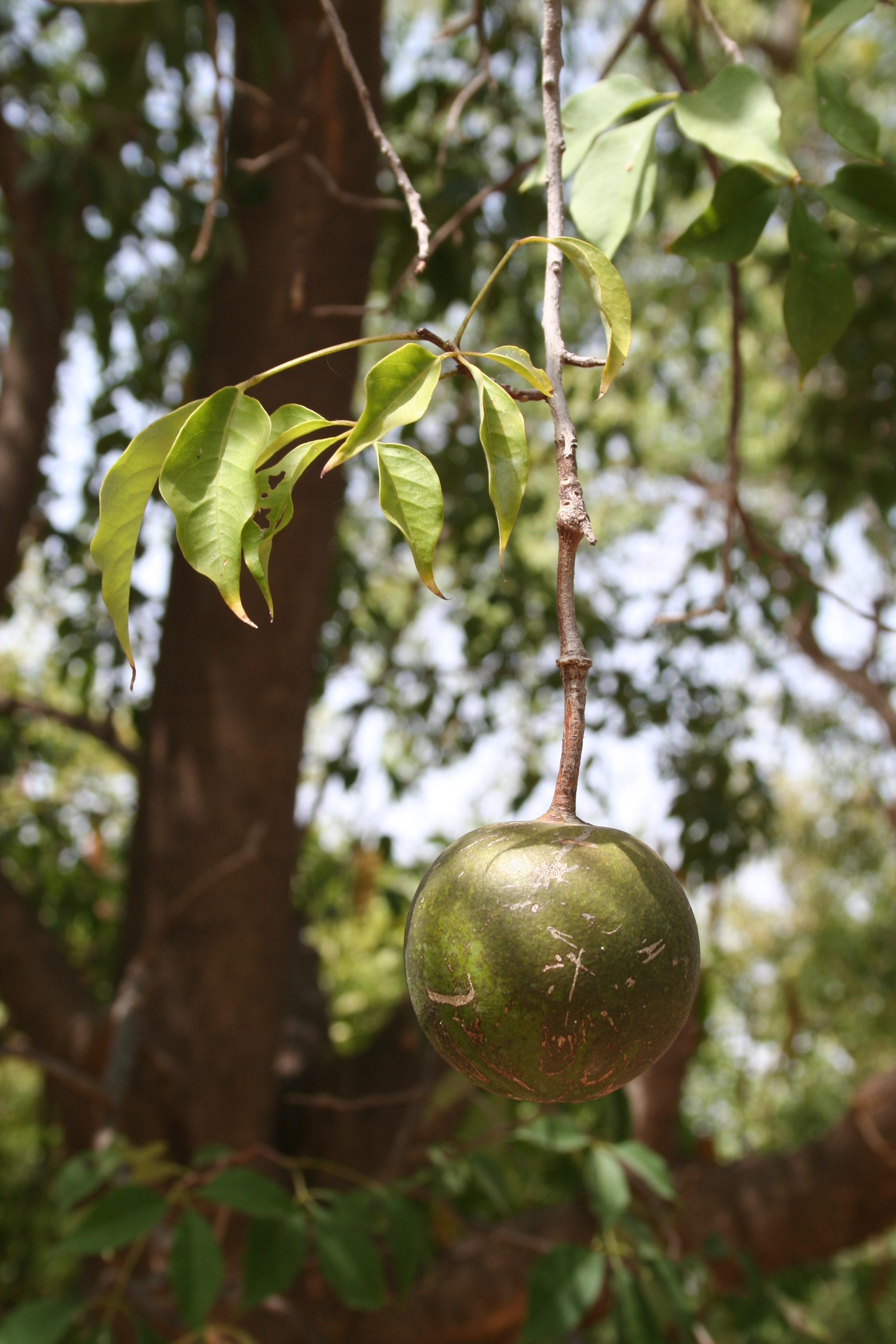